# Jean Coulomb
Jean Coulomb (7. listopadu 1904 Blida, Alžírsko – 26. února 1999 Paříž, Francie) byl francouzský geofyzik a matematik.

## Život
Jean Coulomb se narodil v Alžírsku, kde žil do svých šestnácti let, do rodiny učitelů latiny a řečtiny. Roku 1923 nastoupil na univerzitu École normale supérieure, kde se vzdělával pod dohledem Henriho Cartana a Alfreda Kastlera. V roce 1928 nastoupil na prestižní Collège de France, kde se zabýval především seismologií. V roce 1932 se stal pomocným fyzikem na observatoři v Puy-de-Dôme.
Od dubna 1935 do roku 1937 byl členem skupiny matematiků Bourbaki.
V roce 1937 se vrátil do Alžírska a začal pracovat jako ředitel Alžírského ústavu fyziky a meteorologie. V roce 1941 se však zase vrátil do Francie, kde byl jmenován ředitelem Ústavu fyzikálních balónů v Paříži.
Od roku 1941 do roku 1972 byl profesorem na Fakultě věd v Paříži a od roku 1941 do roku 1959 ředitelem Institut de physique du globe de Paris.
Od roku 1957 do roku 1962 byl generálním ředitelem CNRS, Francouzského národního střediska pro vědecký výzkum, poté byl mezi lety 1962 až 1967 prezidentem Národního centra kosmického výzkumu a v letech 1967 až 1969 byl předsedou Bureau des Longitudes.
Coulomb byl prezidentem Société astronomique de France (SAF), Francouzské astronomické společnosti, v letech 1958–1960.
Od roku 1967 do roku 1971 byl také předsedou Mezinárodní unie geodézie a geofyziky (IUGG) a od roku 1972 do roku 1974 Mezinárodní rady pro vědu (ICSU).
V roce 1960 byl zvolen do Francouzské akademie věd a od roku 1976 do roku 1977 byl jejím prezidentem.
Zabýval se především seismologií (teorie povrchových vln), geomagnetismem a meteorologií (atmosférická elektřina a fyzika mraků).

## Významná díla
- 1933. Oscilace těžké kapaliny v rotující válcové pánvi. S Marcelem Brillouinem v Paříž.
- 1935. Nové principy konstrukce elektromagnetických seismografů. S G. Grenet v Paříž.
- 1943. Původ zemětřesení. Pařížská univerzita.
- 1948. Gravitační anomálie a formování pohoří. Pařížská univerzita.
- 1952. Fyzikální složení Země. A. Michel
- 1952. Příliv a odliv země.
- 1969. Rozšíření mořského dna a drift kontinentů. Univerzitní listy z Francie.
- 1973. Pojednání o vnitřní geofyzice. S Georgesem Jobertem.

## Ocenění
- Cena Julese Janssena (1961)
- Cena Charlese Lagrangea (1956)
- Saharský důstojník za zásluhy
- Národní řád za zásluhy
- Národní kříž čestné legie